# Takbrunn

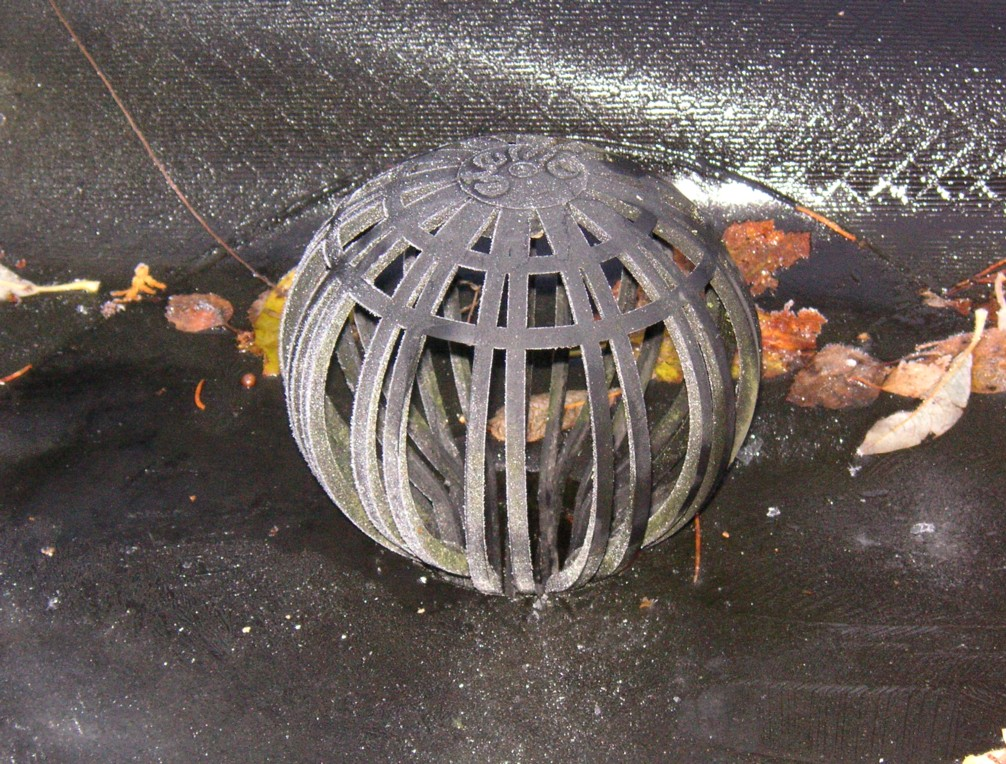
Takbrunn med lövsil

En takbrunn är en anordning för avledning av nederbördsvatten från plana tak och takterrasser.
Takbrunnen är en del takavvattningssystemet på ett plantak, ett sågtak, en takterrass eller andra tak med invändigt avlopp. Takbrunnen för takvattnet från yttertaket till en ledning som i sin tur leder vattnet till avloppet. Ofta förses taket med en ränna som utbildas med fall fram till takbrunnen. Takbrunnen har en perforerad huv (lövsil) som skall förhindra att löv och skräp täpper till brunnen.  Takbrunnen med anslutande ledning kan även vara uppvärmd, vilket förhindrar att isbildning stoppar vattenavrinningen.